# 陈清潭
陈清潭（1932年—2015年11月2日），出生於承天順化省富祿縣，是越南文學評論家，人民教師，曾於1975年至1983年期間出任胡志明市師範大學校長。他還擔任過越南作家协会副主任。2015年病逝於胡志明市。